# 汪希甲
汪希甲（1603年—1634年），號石瞻，江西廣信府弋陽縣人，明朝政治人物。

## 生平
汪希甲與武石汪氏均為唐朝越國公汪華的後裔，他自小失去雙親，由伯父汪廷桂養育，督促他在家學習，天啟七年（1627年）丁卯科江西鄉試第七十八名舉人，崇禎七年（1634年）甲戌科二甲第四十九名進士，吏部觀政，未及授與官職就去世。著有《醉煙亭集》、《據梧草》、《大路軒藁采集》等作品，由陳子龍為他流傳。

## 家族
曾祖汪端，鄉飲賓；祖父汪萬善，恩例冠帶；伯父汪廷桂；父汪廷寀，廩生。從子汪穎芳是清朝順治年間的舉人，嗜學自勵，不苟諧俗，得鄉人敬畏。

## 引用
1. 1 2  同治《弋陽縣志·卷九·人物志》：汪希甲，與武石汪氏同出婺源越國公後，崇禎甲戌進士，觀政吏部，未仕而卒。幼孤無依，世父廷桂贍之，督之使學家居，杜門著述，博綜群典，所著有《醉煙亭集》、《據梧草》、《大路軒藁采集》，雲間陳子龍為之傳。猶子穎芳，順治間貢士，嗜書力學，潔清自治，不苟諧俗，鄉人敬憚之。 譚志
2. ↑  同治《弋陽縣志·卷八·選舉志》：天啟七年丁卯鄉試……汪希甲 見進士
3. ↑  《崇祯七年甲戌科进士履历便览》：汪希甲，曾祖端，乡饮宾；祖万善，恩例冠带；父廷寀，廪生。石瞻，易三房，癸卯年二月初八日生，广信府弋阳县人，丁卯七十八，会一百十三名，二甲四十九名，吏部观政。